# Сурин, Сергей Иванович
Сергей Иванович Сурин (1903—1952) — советский военный разведчик, генерал-майор.

## Биография
Родился в белорусской семье крестьян.
В 1914 окончил сельскую школу, поступил в высшее начальное училище в Орше, одновременно с 1917 работал рассыльным, конторщиком городского страхового общества. С 1918 учился в школе 2-й ступени там же, которую окончил в 1921, одновременно работал конторщиком, счетоводом, кассиром, бухгалтером городского Совета народного хозяйства, в том же году работал счетоводом, заведующим лавкой на железнодорожном строительстве Орша-Унеча.
В РККА с апреля 1922, боролся с бандитизмом в БССР. С августа 1923 по апрель 1926 учился в Крымской кавалерийской школе, в сентябре того же года становится командиром взвода 86-го кавалерийского полка, с апреля 1929 инструктор верховой езды Владивостокской пехотной школы, участник боёв на КВЖД. Член ВКП(б) с 1929. С июля 1931 командир эскадрона, с апреля 1932 помощник начальника, затем начальник штаба полка, с января 1935 помощник начальника 1-го отделения 1-го отдела штаба Забайкальского военного округа.
С 1936 до 1939 являлся слушателем специального факультета Военной академии имени М. В. Фрунзе. С мая 1939 по октябрь 1940 помощник начальника разведывательного отдела штаба армейской кавалерийской группы Киевского особого военного округа, затем начальник до декабря того же года. Участвовал в походе на Западную Украину. Заместитель начальника 3-го отделения 2-го (Балканы) отдела РУ ГШ РККА с декабря 1940 по февраль 1941. Затем до 28 января 1942 служит заместителем начальника разведывательного отдела штаба Закавказского военного округа (Закавказского, Кавказского фронтов). Заместитель начальника разведывательного отдела штаба Крымского фронта с 28 января по май 1942. Начальник 1-го отделения разведывательного отдела штаба Северо-Кавказского фронта с мая по июнь 1942. Начальник разведывательного отдела и заместитель начальника штаба 6-й резервной армии Юго-Западного направления по разведке с июня 1942 по май 1943.
Начальник 1-го отдела (войсковая разведка) РУ ГШ РККА с мая 1943 по июнь 1945. Начальник 3-го управления ГРУ с ноября 1945 по апрель 1946. Начальник 2-го отдела 3-го Управления ГРУ с января 1949 до 14 апреля 1952.
Похоронен в Москве на Введенском кладбище.

### Звания
- красноармеец (1922);
- майор (1938);
- подполковник (1940);
- полковник (5 февраля 1943);
- генерал-майор (29 июля 1944).

### Награды
- орден Ленина (30 апреля 1947), два ордена Красного Знамени (15 февраля 1943, 3 ноября 1944), орден Кутузова II степени (6 июня 1945), орден Отечественной войны I степени (22 февраля 1944), орден Красной Звезды (31 июля 1944), орден «Виртути милитари» (ПНР)[3], медали.